# Limonia expedita
Limonia expedita är en tvåvingeart som beskrevs av Alexander 1936. Limonia expedita ingår i släktet Limonia och familjen småharkrankar. Inga underarter finns listade i Catalogue of Life.